# Cellulo (émission de télévision)
 (octobre 2022).
Ne doit pas être confondu avec C'est Lulo !, émission jeunesse diffusée sur FR3 entre 1991 à 1992.
Cellulo est une série d'émissions pour la jeunesse diffusée sur La Cinquième du 1er novembre 1995 au 24 août 2001 et animée par Serge Bromberg. Plus tard, elle sera présentée dans diverses attractions du parc Disneyland Paris (souvent dans Phantom Manor).

## L'émission
Cette émission de 26 minutes destinée aux enfants, petits et grands, était composée de dessins animés, généralement des séries culte des toons, et animée par Serge Bromberg. Le temps d'une séquence entre chaque dessin animé, l'animateur en chair et en os présentait des dessins animés, en compagnie des personnages animés.
Elle était diffusée du lundi au vendredi à 17h (rediffusion à 7h), puis à 12h15 à partir de 1999, en parallèle avec Ça tourne Bromby diffusée le matin, également présentée par Serge Bromberg.

## Programmes diffusés

### Séries d'animation
- Badaboum et Garatoi
- La Bande des Cromignons
- Le Bonheur de la vie
- Casper le gentil fantôme
- Casper et ses amis
- Creature Comforts
- Les Crocs malins
- Duo
- Flèche bleue
- Guano !
- Heckle et Jeckle
- Jean-Luc et Faipassa
- Je veux savoir
- Jungle Show
- La Linea
- Lardux
- Laurel et Hardy
- Le Manège enchanté
- Pancho et Rancho
- La Panthère rose
- Le Piaf
- Looney Tunes
- Pivoine et Pissenlit
- Qu'est-ce, qu'est-ce, qu'est-ce?
- Satanas et Diabolo
- Les Shadoks
- Le Soleil est une girafe jaune
- Super-Souris
- Tamanoir et Fourmi Rouge
- Tom et le Vilain Chat
- Tom et Jerry
- Toucan'Tecs : Les Aventures de Zippi et Zac
- Woody Woodpecker
- Zoo Cup
- Zoo Olympics